# Cymothoe aurivillii
Cymothoe aurivillii är en fjärilsart som beskrevs av Otto Staudinger 1899. Cymothoe aurivillii ingår i släktet Cymothoe och familjen praktfjärilar. Inga underarter finns listade i Catalogue of Life.